# Reserva Natural de l'Estuari del Tajo
La Reserva Natural de l'Estuari del Tajo és una àrea protegida portuguesa. També és un lloc Ramsar.
L'estuari del riu Tejo és la major zona humida del país i una de les més importants d'Europa, un santuari per a peixos, mol·luscs, crustacis i, sobretot, per a ocells, que s'hi detenen quan migren entre el nord d'Europa i Àfrica. És un dels majors estuaris d'Europa occidental, amb prop de 34 mil hectàrees, i alberga regularment 50.000 aus aquàtiques hivernants (flamencs, ànecs, aus limícoles, etc.).

## Caracterització
La Reserva Natural es creà al 1976, i comprén una àrea de 14.192 hectàrees, caracteritzada per una extensa superfície d'aigües d'estuari, camps separats per sendes, marjals, salines i terrenys d'al·luvió agrícoles.
No excedeix els 11 m per sobre del nivell del mar i té una profunditat de 10 m, distribuïda pels municipis d'Alcochete, Benavente i Vila Franca de Xira; la reserva penetra en la zona més alta de l'estuari del Tejo i, estenent-se en una àrea de prop de 32 km², n'és la major d'Europa occidental.
Als marges de l'estuari hi ha zona de marjal, i la seua flora viu sota la influència de les aigües dutes per la marea. És una regió de gran productivitat de mol·luscs i crustacis, i de diverses espècies de peixos. Però és l'avifauna aquàtica la que atribueix a l'estuari del Tejo la seua importància internacional. Les espècies hivernants arriben a aconseguir prop de 120.000 individus: més de 10.000 anàtids i 50.000 limícoles, entre els quals destaca Recurvirostra avosetta, amb un nombre que pot ascendir al 25% de la població hivernant a Europa. En aquesta àrea s'han enregistrat 200 espècies, la qual cosa que atesta la seua riquesa biològica, sobretot pel que fa al flamenc (Phoenicopterus roseus), Anser anser, Anas crecca, Calidris alpina, Glareola pratincola, Tetrax tetrax i Limosa limosa.
La reserva engloba algunes zones salades al riu Tejo/Mar de la Palla.

## Estatut de conservació
- 19 de juliol de 1976 - es crea la Reserva Natural de l'Estuari del Tejo, mitjançant el Decret llei núm. 565/76
- 1980 - entra a formar part de Zones Humides de pes Internacional, mitjançant la convenció de Ramsar.
- 1994 - s'hi institueix la Zona de Protecció Especial d'Aus Salvatges, en l'àmbit de la Directiva 79/409/CEE

## Ciutats junt (o a prop) del "Mar de la Palla"
Lisboa, Samora Correia, Alcochete, Almada, Amora, Seixal, Barreiro, Moita, Montijo, Sacavém, Póvoa de Santa Iria, Alverca do Ribatejo, Alhandra i Vila Franca de Xira.